# Lubomír Štrougal
Lubomír Štrougal (Veselí nad Lužnicí, 19 de octubre de 1924-6 de febrero de 2023) fue un político checo que desempeñó el cargo de primer ministro de Checoslovaquia durante la época comunista.

## Biografía
Después de trabajar forzadamente en Alemania durante la Segunda Guerra Mundial terminó sus estudios en la Universidad Carolina de Praga. Ingresó en el Partido Comunista de Checoslovaquia y para fines de la década de 1950 era miembro del Comité Central; entre 1959 y 1961 Štrougal fue ministro de Agricultura y en 1965 fue nombrado ministro del Interior.
En 1968 se convirtió en vice primer ministro del entonces Primer ministro Oldřich Černík. Inicialmente se opuso a la invasión de Checoslovaquia por las fuerzas del Pacto de Varsovia, que acabó con la Primavera de Praga, pero posteriormente se convirtió en uno de los prominentes representantes del régimen del presidente Gustáv Husák. Štrougal se desempeñó como Primer ministro del país desde el 28 de enero de 1970 al 12 de octubre de 1988.
Debido a sus diferencias con el secretario general del KSC, Miloš Jakeš, renunció como Primer ministro y lo sucedió Ladislav Adamec. El criticó el estado del partido, el ejecutivo y la sociedad. Durante la Revolución de Terciopelo de 1989 Štrougal fue uno de los candidatos a la presidencia del Partido Comunista de Checoslovaquia, pero posteriormente se retiró de la escena política y en febrero de 1990 fue expulsado del partido.
La Oficina de Documentación e Investigación de los Crímenes de la Policía Comunista de la República Checa (Úřad dokumentace a vyšetřování zločinů komunismu, abbrev. ÚDV) alegó que siendo ministro del Interior en 1965, Štrougal había impedido la investigación de los crímenes cometidos por la Seguridad del Estado comunista en 1948 y 1949.. Štrougal fue absuelto de la acusación en julio de 2002. En 2022, Štrougal fue juzgado de nuevo, junto con el exministro del Interior Vratislav Vajnar, por ordenar el asesinato de ciudadanos que intentaban cruzar la frontera hacia el oeste. Sin embargo, los expertos del hospital psiquiátrico donde estaba siendo tratado afirmaron que sufría demencia leve y no podía comprender el proceso judicial. A pesar de ello, Štrougal afirmó que los asesinatos no eran responsabilidad suya. Štrougal murió el 6 de febrero de 2023, a la edad de 98 años.